# 中丸君の楽しい時間
『中丸君の楽しい時間』（なかまるくんのたのしいじかん）は、KAT-TUNの中丸雄一が構成・演出・出演全てをセルフプロデュースする一人舞台シリーズ。

## 概要
「中丸君の楽しい時間」は2008年に初演された中丸が構成と演出を手掛ける舞台シリーズで、中丸のやりたいことや興味のあることを「楽しく」届けている。コント、映像、ヒューマンビートボックスなどさまざまなパフォーマンスがメインのオムニバス舞台。
舞台のグッズも中丸セルフプロデュース。

## キャスト
構成・演出・出演：中丸雄一（KAT-TUN）

## 公演日程
| 回   | 公演年 | 公演日程            | 公演会場                                      | 備考                                                  |
| ---- | ------ | ------------------- | --------------------------------------------- | ----------------------------------------------------- |
| 初演 | 2008年 | 8月10日 - 24日      | 東京グローブ座（東京都）                      |                                                       |
| 初演 | 2008年 | 8月27日 - 9月2日    | 梅田芸術劇場 シアター・ドラマシティ（大阪府） |                                                       |
| 2    | 2017年 | 10月27日 - 11月18日 | 東京グローブ座（東京都）                      |                                                       |
| 2    | 2017年 | 11月21日 - 25日     | 梅田芸術劇場 シアター・ドラマシティ（大阪府） |                                                       |
| 3    | 2019年 | 2月19日 - 23日      | サンケイホールブリーゼ（大阪府）              |                                                       |
| 3    | 2019年 | 3月2日 - 24日       | 東京グローブ座（東京都）                      |                                                       |
| 4    | 2020年 | 9月5日 - 8日        | サンケイホールブリーゼ（大阪府）              |                                                       |
| 4    | 2020年 | 9月15日 - 10月4日   | 東京グローブ座（東京都）                      | 配信：9月20日・10月4日（事前収録）、9月27日（生配信） |

## 公演内容

### 中丸君の楽しい時間
コント、パフォーマンス、一人大喜利、質疑応答大会、某番組のパロディ、ボイスパーカッションや影絵に中丸が原案やストーリーを考えた紙芝居などを披露。中丸“自分の理想に近いものを作ること”ができた。

### 中丸君の楽しい時間2
中丸が“その時にやりたかったこと”をすべて盛り込んだ「楽しい時間」で、公演時間は約90分。
ボイスパーカッションやビートボックスをはじめ、コント、影絵、大喜利、レーザーやプロジェクション・マッピングと組み合わせたダンス・パフォーマンスなどを披露。「ボイパの達人」コーナーではKAT-TUNの楽曲の中から一つ選んで披露し、ヒューマンビートボックスでリズムを正確に刻んだ。
視覚や聴覚だけでなく、甘い香り（中丸自身が好きだというチョコバナナの匂い）で臭覚も刺激する演出でファンを楽しませた。

### 中丸君の楽しい時間3
ボイスパーカッションやビートボックスをはじめ、コント、KAT-TUNの曲を遊び心たっぷりにアレンジした楽曲遊び、大喜利アテレコなどの7つのコーナーに“今やりたいこと”を凝縮。
主なコーナー
- 「目覚めの時間 〜中丸雄一のリアルな朝あるある〜」 - 中丸の朝の過ごし方を再現。
- 「B‐1グランプリ」 - 高速ブラホック外しチャレンジ。
- 「影絵」 - プロジェクションマッピングを駆使したパフォーマンス。

### 中丸君の楽しい時間4
『4』という数字に怯える中丸のリアルとフィクションが入り混じった日常の姿が描かれていく。
主なコーナー
- 「GOO Night Routine」 - 中丸のナイトルーティーンを紹介。
- 「新しい生活様式」
- 「家事ュアル!!!」 - 中丸本人と中丸扮する2人の映像パネラーによるバラエティ番組風コント。
- 「S-1グランプリ」 - 5体並んだマネキンにストッキングを履かせて脱がすチャレンジ。
- 「REMIX」 - 面白おかしくアレンジされたKAT-TUNの楽曲を披露。
- 「NAKAMARU STRANDING」 - 中丸が抽選を引き当たった座席の観客と質疑応答。
- 「影絵」 - スクリーンに映る中丸の影と映像、音楽、光がたっぷり楽しめるショー。

## テーマ曲
中丸君の楽しい時間
- 「Answer」
  - 作詞：中丸雄一 / t-oga、作曲・編曲：三上吉直
    - KAT-TUN 12th シングル『Going!』初回限定盤2収録

中丸君の楽しい時間2
- 「The Way」
  - 作詞：松村豪、作曲：LASTorder、編曲：LASTorder・川端正美
    - KAT-TUN 28th シングル『Ask Yourself』通常盤/初回プレス収録

中丸君の楽しい時間4
- 「change your mind」
  - 作詞：中丸雄一、作曲・編曲：Jovette Rivera
    - 忌数である『4』を克服するというテーマで作詞
    - KAT-TUN 29th シングル『Roar』初回限定盤3収録